# Heuchin
Heuchin és un municipi francès situat al departament del Pas de Calais i a la regió dels Alts de França. L'any 2007 tenia 541 habitants.

## Demografia

### Població
El 2007 la població de fet de Heuchin era de 541 persones. Hi havia 191 famílies de les quals 50 eren unipersonals (23 homes vivint sols i 27 dones vivint soles), 46 parelles sense fills, 57 parelles amb fills i 38 famílies monoparentals amb fills.
La població ha evolucionat segons el següent gràfic:
Habitants censats

### Habitatges
El 2007 hi havia 226 habitatges, 203 eren l'habitatge principal de la família, 11 eren segones residències i 11 estaven desocupats. 211 eren cases i 14 eren apartaments. Dels 203 habitatges principals, 148 estaven ocupats pels seus propietaris, 48 estaven llogats i ocupats pels llogaters i 8 estaven cedits a títol gratuït; 1 tenia una cambra, 5 en tenien dues, 12 en tenien tres, 53 en tenien quatre i 132 en tenien cinc o més. 159 habitatges disposaven pel capbaix d'una plaça de pàrquing. A 100 habitatges hi havia un automòbil i a 70 n'hi havia dos o més.

### Piràmide de població
La piràmide de població per edats i sexe el 2009 era:
| Homes | Edats   | Dones |
| ----- | ------- | ----- |
| 0     | 95 o +  | 0     |
| 0     | 90 a 94 | 0     |
| 12    | 85 a 89 | 0     |
| 8     | 80 a 84 | 20    |
| 8     | 75 a 79 | 16    |
| 16    | 70 a 74 | 8     |
| 8     | 65 a 69 | 8     |
| 16    | 60 a 64 | 8     |
| 4     | 55 a 59 | 16    |
| 16    | 50 a 54 | 24    |
| 20    | 45 a 49 | 12    |
| 24    | 40 a 44 | 4     |
| 16    | 35 a 39 | 36    |
| 8     | 30 a 34 | 0     |
| 20    | 25 a 29 | 8     |
| 24    | 20 a 24 | 20    |
| 44    | 15 a 19 | 20    |
| 28    | 10 a 14 | 20    |
| 16    | 5 a 9   | 16    |
| 12    | 0 a 4   | 12    |

## Economia
El 2007 la població en edat de treballar era de 310 persones, 213 eren actives i 97 eren inactives. De les 213 persones actives 180 estaven ocupades (103 homes i 77 dones) i 33 estaven aturades (16 homes i 17 dones). De les 97 persones inactives 36 estaven jubilades, 29 estaven estudiant i 32 estaven classificades com a «altres inactius».

### Ingressos
El 2009 a Heuchin hi havia 205 unitats fiscals que integraven 551,5 persones, la mediana anual d'ingressos fiscals per persona era de 14.936 €.

### Activitats econòmiques
Dels 15 establiments que hi havia el 2007, 2 eren d'empreses extractives, 1 d'una empresa alimentària, 2 d'empreses de construcció, 1 d'una empresa de comerç i reparació d'automòbils, 2 d'empreses de transport, 1 d'una empresa d'hostatgeria i restauració, 1 d'una empresa de serveis, 4 d'entitats de l'administració pública i 1 d'una empresa classificada com a «altres activitats de serveis».
Dels 5 establiments de servei als particulars que hi havia el 2009, 1 era una gendarmeria, 2 lampisteries, 1 perruqueria i 1 restaurant.
L'únic establiment comercial que hi havia el 2009 era una fleca.
L'any 2000 a Heuchin hi havia 10 explotacions agrícoles que ocupaven un total de 518 hectàrees.

## Equipaments sanitaris i escolars
L'únic equipament sanitari que hi havia el 2009 era una farmàcia.
El 2009 hi havia una escola maternal integrada dins d'un grup escolar amb les comunes properes formant una escola dispersa. Heuchin disposava d'un col·legi d'educació secundària amb 242 alumnes.

## Poblacions més properes
El següent diagrama mostra les poblacions més properes.